# Profiles of The Future (Λ) : 70%
Profiles of The Future (Λ) : 70% – pierwszy minialbum południowokoreańskiej grupy Superkind, wydany przez wytwórnię Deep Studio Entertainment. Płytę promuje singiel „Beam me up (2Dx3D)”.

## Lista utworów
| CD | CD                   | CD                                            | CD                                                                                        | CD                                         | CD      |
| Nr | Tytuł utworu         | Tekst                                         | Kompozycja                                                                                | Aranżacja                                  | Długość |
| -- | -------------------- | --------------------------------------------- | ----------------------------------------------------------------------------------------- | ------------------------------------------ | ------- |
| 1. | „Beam me up (2Dx3D)” | Alexander Karlsson, YoungChance, Sara Yoshida | Alexander Karlsson, YoungChance, No Identity, Waker (155/Joombas), John Eun, Sara Yoshida | No Identity, Waker (155/Joombas), John Eun | 2:47    |
| 2. | „Speed (2D)”         | Sara Yoshida                                  | No Identity, John Eun, Sara Yoshida                                                       | No Identity, John Eun                      | 3:22    |
| 3. | „Beam me up (3D)”    | Alexander Karlsson, YoungChance               | Alexander Karlsson, YoungChance, No Identity, Waker (155/Joombas)                         | No Identity, Waker (155/Joombas)           | 3:33    |
| 4. | „Mugshot (SMMG)”     | Inner Child, Jacob Critch, Park Ji Yeon       | Inner Child, PALIC, OIBOI, HYMAX, Jacob Critch, Park Ji Yeon                              | PALIC, OIBOI, HYMAX                        | 3:05    |